# 64290 Yaushingtung
64290 Yaushingtung este un asteroid din centura principală de asteroizi.

## Descriere
64290 Yaushingtung este un asteroid din centura principală de asteroizi. A fost descoperit pe 22 octombrie 2001 la Observatorul Desert Eagle de William Kwong Yu Yeung. Asteroidul prezintă o orbită caracterizată de o semiaxă mare de 3,14 ua, o excentricitate de 0,15 și o înclinație de 4,7° în raport cu ecliptica.